# Vincenzo Baroncini
Vincenzo Baroncini (Rezzato, ... – 1764) è stato uno scultore italiano.
È il membro più noto e rappresentativo della famiglia di scultori, originari della zona di Rezzato, in provincia di Brescia, che operò il Lombardia nel XVIII secolo. Altri esponenti della famiglia furono Antonio e Paolo Baroncini.
Fu maestro per la preziosa policromia degli intarsi marmorei, realizzati con la tecnica del "commesso di pietre dure". Si avvalse nel suo lavoro delle esperienze lavorative di un'altra importante famiglia di scultori, i Calegari.

## Opere

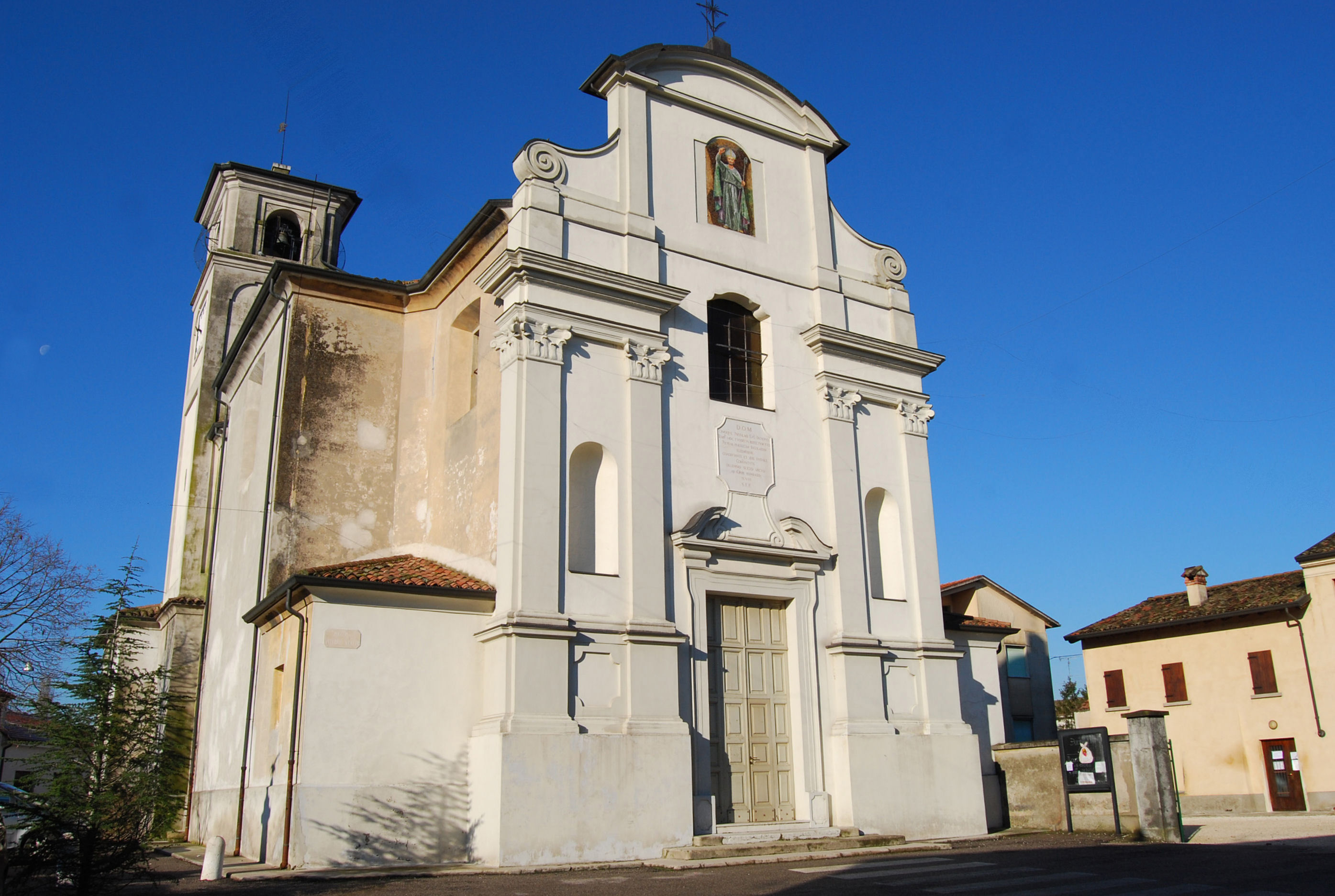
Cereta, chiesa parrocchiale

- Cavriana - Altare del Rosario della chiesa parrocchiale, 1728 e altare del Sant'Antonio, 1731;
- Ome - Altare maggiore della parrocchiale, 1729;
- Rezzato - Altare maggiore della chiesa di San Giovanni, 1735;
- Cereta - Altare maggiore della chiesa parrocchiale, 1736-1740;
- Bergamo - Altare del Rosario, su progetto di Giovan Battista Caniana e altare del Crocefisso, 1728. Altare dello Spirito Santo, 1738;
- Cremona - Altari della chiesa di Sant'Ilario e Sant'Agostino, 1736-1742. Altare della Madonna del Popolo nel Duomo, 1751-1754. Altare maggiore nella chiesa di Sant'Abbondio, 1761;
- Carpenedolo - Altare di San Francesco della chiesa parrocchiale di San Giovanni Battista, 1739;
- Breno - Altare maggiore della chiesa parrocchiale, 1740. Le statue del Sacrificio di Isacco, due Angeli adoranti, due Angioletti, quattro Cherubini sono opera di Alessandro Calegari, 1740-1741[1];
- Cividate Camuno - Altare del Rosario della chiesa parrocchiale, 1741-1747;
- Manerbio - Altare del Rosario della chiesa parrocchiale, 1747, in collaborazione con Francesco Bombastoni;
- Villa di Lozio - Altare maggiore della chiesa parrocchiale, 1748;
- Monzambano - Altare del Sacro Cuore della chiesa di San Michele, 1762-1763.

## Opere attribuite
- Brescia - Altare maggiore della Chiesa di San Gaetano;
- Mairano - Altare maggiore della chiesa parrocchiale;
- Birbesi di Guidizzolo - Altare maggiore della chiesa parrocchiale;
- Angolo Terme - Altare della Madonna del Rosario della chiesa parrocchiale;
- Malegno - Altare maggiore della chiesa parrocchiale;
- Rudiano - Altare maggiore della chiesa parrocchiale.